# ربل نیوز
ربل نیوز (انگلیسی: Rebel News) شرکت انتشارات و خبرگزاری کانادایی است، که در سال ۲۰۱۵ توسط ازرا لوانت تأسیس شد.